# 叉羽凤尾蕨
叉羽凤尾蕨（学名：Pteris ensiformis var. furcans）为凤尾蕨科凤尾蕨属下的一个变种。

## 扩展阅读
- 維基物種上的相關：叉羽凤尾蕨